# 산포도

산포도(散布度, 영어: dispersion, scatter, spread)는 데이터가 얼마나 그리고 어떻게 퍼져있나를 나타내는 통계학 용어이다.
변산성을 보여주는 값으로는 범위, 사분위수 범위(interquartile range,IQR), 분산(variance,Var), 편차(deviation), 표준편차(SD), 절대편차(AD) 등이 있다. 이와 비교되는 개념으로는 중심경향치(Central tendency)가 있다.

## 산포도
산포도는 빈도분포(frequency distribution)의 모양을 조사할 때에, 변량의 흩어져 있는 정도를 가리키는 값을 가리킨다.

## 변산성
스키너 상자의 연구에서처럼 쥐가 먹이획득 과정에 도달하기까지 시행착오를 겪는 행동의 변산성은 데이터의 분산 뿐만아니라 중심경향치의 의미에서도 설명될수있음을 잘 보여준다.
따라서 이러한 맥락에서 변산성(variability)은 문제해결이라는 중심경향치를 가정할 때 해결책에서 멀어진 애매모호하거나 불안정해 보이기도 하지만  한편으로는 다양하고 유연한 가능성에서 효과있는 결과를 만들수있는 근접성을 보여주기도 한다.

## 같이 보기
- 산점도

## 참고 문헌
- (행동과학을 연구를 위한 기초통계학 ,최윤영,조경철 ,2019 도서출판 신정)http://book.interpark.com/product/BookDisplay.do?_method=detail&sc.shopNo=0000400000&sc.saNo=001&sc.prdNo=301799331
- KCI, 의미구조의 변산성에 미치는 사전맥락의 효과. 한국심리학회지: 인지 및 생물, 3권, 48-62. 이관용 1991